# Theatres des Vampires
Theatres des Vampires (с фр. — «Театр Вампиров») — итальянская готик-метал-группа, относящая свою музыку к стилю «Vampiric Metal».

## История группы

### Ранний период:симфонический блэк-метал
Группа Theatres des Vampires была образована Александром Нинциати (он же «Лорд Вампир») в 1994 году в Риме. Коллектив был назван в честь вымышленного театра из романов Энн Райс. Первоначально группа играла симфонический блэк-метал, а состав её постоянно менялся.
Первый альбом Theatres des Vampires, озаглавленный Vampyrisme, necrophilie, necrosadisme, necrophagie, был выпущен в 1996 году. Вскоре после выпуска диска состав коллектива почти полностью сменился. В течение следующих нескольких лет команда переживала тяжёлые времена в связи с частыми сменами составов; второй альбом, The Vampire Chronicles, появился в 1999 году, отметив постепенный отход музыкантов от блэк-метала в сторону готик-метала. Отличительной особенностью музыки Theatres des Vampires становится совмещение различных типов вокалов — мужского скриминга, женского чистого вокала и хоровых вставок. Тексты, принадлежавшие фронтмену Александру «Лорду Вампиру» Нинциати, сочетали вампирскую романтику с традиционными для блэк-метала антирелигиозными мотивами.

### Расцвет: «вампирский»готик-метал
В 2001 году вышел успешный альбом Bloody Lunatic Asylum, а следующий диск Suicide Vampire (2002) окончательно закрепил коммерческий успех группы. В 2003 году Theatres des Vampires сопровождали Christian Death в их европейском туре, что также способствовало росту популярности коллектива.
2004 год отмечен переизданием самого первого альбома группы под заглавием Vampyrisme и выходом концептуального альбома Nightbreed of Macabria, по своему звучанию более мягкого и «лёгкого», нежели более ранние работы Theatres des Vampires. Наметившиеся противоречия между Алессандро «Лордом Вампиром» и вокалисткой Соней Скарлет привели в итоге к уходу Алессандро из группы.

### Современный период:готик-рок/металс женским вокалом
Под руководством Сони Скарлет Theatres des Vampires вскоре записали альбом Pleasure And Pain (2005). Стиль команды изменился в сторону более «мягкого», ориентированного на массовый вкус готик-метала с женским вокалом и уклоном в дарквейв. Следующий диск группы, названный Anima Noir, был издан в 2008 году. В 2016 году вышел альбом Candyland.

## Состав
- Fabian Varesi — клавишные, бэк-вокал (с 1997 года)
- Gabriel Valerio — ударные бэк-вокал (с 1997 года)
- Zimon Lijoi — бас-гитара, бэк-вокал (с 1997 года)
- Соня Скарлет (Sonya Scarlet) — вокал (с 1999 года)
- Stephan Benfante — гитара (с 2006 года)

### Бывшие участники
- «Lord Vampyr» (Алессандро Нунциати[англ.]) — вокал (1996—2004)
- «Justine» (Consuelo) — женский вокал (с 1999 года) на альбомах с The Vampire Chronicles до Suicide Vampire
- «Agaharet» (Enrico De Dominicis) — ударные на первом альбоме
- «Incubus» (Alessandro Pallotta) — гитара (1999—2002)
- «Strigoi» — гитара (1999—2001)
- «Mortifer» — гитара (2001)
- «Morgoth» (Robert Cufaro) — гитара (2002—2006), сессионные клавишные на первом альбоме.

### Приглашённые участники
- Gian Pyres (John Piras) — гитара на альбоме Vampyrìsme
- Valor (Christian Death) — бэк-вокал на альбоме Vampyrìsme
- Flegias (Necrodeath, Cadaveria) — бэк-вокал на альбоме Pleasure And Pain
- Dhilorz (Ancient) — бэк-вокал на альбоме Pleasure And Pain
- Nicholas (Ensoph) — бэк-вокал на альбоме Pleasure And Pain
- Giampaolo Caprino (Stormlord) — бэк-вокал на альбоме Pleasure And Pain
- Hanna Kej — женский бэк-вокал и автор текстов для альбома Anima Noir
- Luca Bellanova (Luca Bellanova’s Project, Starkiller sound) — бэк-вокал и автор текстов для альбома Anima Noir
- Christian Ice (Agony, Prophilax, Aborym, Inner Void) — бэк-вокал, автор текстов для альбома Anima Noir

## Дискография
- 1994: Nosferatu, Eine Simphonie Des Grauens
- 1996: Vampyrìsme, Nècrophilie, Nècrosadisme, Nècrophagie
- 1999: The Vampire Chronicles
- 2001: Bloody Lunatic Asylum
- 2001: Jubilaeum Anno Dracula
- 2002: Suicide Vampire
- 2003: The (Un)Official History 1993—2003
- 2003: Vampyrìsme (Переиздание «Vampyrìsme, Nècrophilie, Nècrosadisme, Nècrophagie»)
- 2004: The Blackend Collection
- 2004: Nightbreed of Macabria
- 2005: Pleasure And Pain
- 2006: The Addiction Tour (Live DVD)
- 2007: Desire of Damnation
- 2008: Anima Noir
- 2011: Moonlight Waltz
- 2012: Cult of Lahmia (EP)
- 2016: Candyland
- 2021: In Nomine Sanguinis